# Membracis trifasciata
Membracis trifasciata är en insektsart som beskrevs av Carl Stål. Membracis trifasciata ingår i släktet Membracis och familjen hornstritar. Inga underarter finns listade i Catalogue of Life.